# Maranayakanahalli, Hassan
Maranayakanahalli là một làng thuộc tehsil Hassan, huyện Hassan, bang Karnataka, Ấn Độ.